# Adelina Stehle
Adelina Stehle (Graz, 30 giugno 1860 – Milano, 24 dicembre 1945) è stata un soprano austriaca.

## Biografia
Fu figlia d'arte; il padre Franz Stehle (Vienna 10 agosto 1812 – Milano 20 marzo 1892) era infatti direttore d'orchestra nel ”k.u.k. Dragoner”, il Reggimento Reale e imperiale del Dragone dell'esercito austro-ungarico. Adelina Stehle è stata un soprano lirico, associata quasi interamente con il repertorio italiano. Ha studiato canto a Milano e ha debuttato come Amina nel 1881, al Teatro Sociale (Teatro Carbonetti) di Broni, in Oltrepò Pavese. La sua carriera artistica, in seguito, l'ha portata alla Scala di Milano, nel 1890. Ha preso parte a una serie di prime importanti negli anni 90 dell'ottocento. Nel 1892 a Milano fu Nedda nella prima rappresentazione dei Pagliacci di Ruggero Leoncavallo. Nel 1893 è stata la prima Nannetta nel Falstaff di Verdi, con Edoardo Garbin (suo secondo marito); la coppia contribuì poi alla diffusione de La Bohème di Puccini in tutto il mondo.
Nel 1902 andò in Sudamerica, prima di cantare a Parigi, con la Società Sonzogno, così come a Berlino, Vienna, San Pietroburgo e Madrid. Tra le sue interpretazioni più significative vi sono Adriana Lecouvreur e Fedora. In molte esibizioni per i teatri italiani venne diretta anche dal maestro Arturo Toscanini. Quando si ritirò dalle scene divenne insegnante in Conservatorio. Tra le sue allieve ricordiamo Giannina Arangi-Lombardi.

## Vita privata
Fu proprio in Oltrepò Pavese che conobbe il primo marito, Carlo Mangiarotti (Broni 28 gennaio 1843 – Renate 4 gennaio 1919), avvocato di famiglia facoltosa. La coppia ebbe un figlio Giuseppe Mangiarotti, che nei primi del novecento fu capostipite della "Famiglia Mangiarotti", grandi campioni di scherma. In seconde nozze sposò il tenore Edoardo Garbin.

## Ruoli creati
- Adin in Condor di Gomes (21 febbraio 1891, Milano)
- Walter ne La Wally di Catalani (20 gennaio 1892, Milano)
- Nedda in Pagliacci di Leoncavallo (21 maggio 1892, Milano)
- Nannetta in Falstaff di Verdi (9 febbraio 1893, Milano)
- Simonetta Cattanei ne I Medici di Leoncavallo (9 novembre 1893, Milano)
- Maria in Guglielmo Ratcliff di Mascagni (16 febbraio 1895, Milano)
- Matilde in Silvano di Mascagni (25 marzo 1895, Milano)

## Repertorio
| Ruolo                | Titolo                   | Autore      |
| -------------------- | ------------------------ | ----------- |
| Giulietta Capuleti   | I Capuleti e i Montecchi | Bellini     |
| Amina                | La sonnambula            | Bellini     |
| Micaëla              | Carmen                   | Bizet       |
| Walter               | La Wally                 | Catalani    |
| Adriana Lecouvreur   | Adriana Lecouvreur       | Cilea       |
| Elisetta             | Il matrimonio segreto    | Cimarosa    |
| Lucia Ashton         | Lucia di Lammermoor      | Donizetti   |
| Linda                | Linda di Chamounix       | Donizetti   |
| Fedora Romazoff      | Fedora                   | Giordano    |
| Amore                | Orfeo ed Euridice        | Gluck       |
| Cecilia              | Il Guarany               | Gomes       |
| Adin                 | Condor                   | Gomes       |
| Margherita           | Faust                    | Gounod      |
| Principessa Eudossia | L'ebrea                  | Halévy      |
| Nedda                | Pagliacci                | Leoncavallo |
| Simonetta Cattanei   | I Medici                 | Leoncavallo |
| Suzel                | L'amico Fritz            | Mascagni    |
| Maria                | Guglielmo Ratcliff       | Mascagni    |
| Matilde              | Silvano                  | Mascagni    |
| Chimena              | Il Cid                   | Massenet    |
| Manon Lescaut        | Manon                    | Massenet    |
| Carlotta             | Werther                  | Massenet    |
| Margherita di Valois | Gli ugonotti             | Meyerbeer   |
| Gioconda             | La Gioconda              | Ponchielli  |
| Manon Lescaut        | Manon Lescaut            | Puccini     |
| Mimì                 | La bohème                | Puccini     |
| Rosina               | Il barbiere di Siviglia  | Rossini     |
| Matilde d'Asburgo    | Guglielmo Tell           | Rossini     |
| Ofelia               | Amleto                   | Thomas      |
| Gilda                | Rigoletto                | Verdi       |
| Violetta Valéry      | La traviata              | Verdi       |
| Amelia Oscar         | Un ballo in maschera     | Verdi       |
| Nannetta             | Falstaff                 | Verdi       |
| Elisabetta           | Tannhäuser               | Wagner      |
| Elsa di Brabante     | Lohengrin                | Wagner      |

## Dischi
La Stehle fece una serie di registrazioni per la Società “Fonotipia Company“ nel 1905, ma solo due registrazioni sono state pubblicate (entrambi i pezzi erano “concertati“). Secondo J.B. Steane "rivelano poco circa la sua voce e l'arte".